# Goodenia grandiflora
Goodenia grandiflora är en tvåhjärtbladig växtart som beskrevs av John Sims. Goodenia grandiflora ingår i släktet Goodenia och familjen Goodeniaceae. Inga underarter finns listade i Catalogue of Life.